# Guangzhou International Women's Open 2004
Guangzhou International Women's Open 2004 — тенісний турнір, що проходив на відкритих кортах з твердим покриттям в Гуанчжоу (КНР). Це був перший за ліком турнір Guangzhou International Women's Open. Належав до турнірів 3-ї категорії в рамках Туру WTA 2004. Тривав з 27 вересня до 3 жовтня 2004 року. Загальний призовий фонд турніру становив 170 тис. доларів США.

## фінал results

### Одиночний розряд
Лі На —  Мартина Суха, 6–3, 6–4

### Парний розряд
Лі Тін /  Сунь Тяньтянь —  Yang Shu-jing /  Yu Ying, 6–4, 6–1